# Le Mesnil (Omerville)

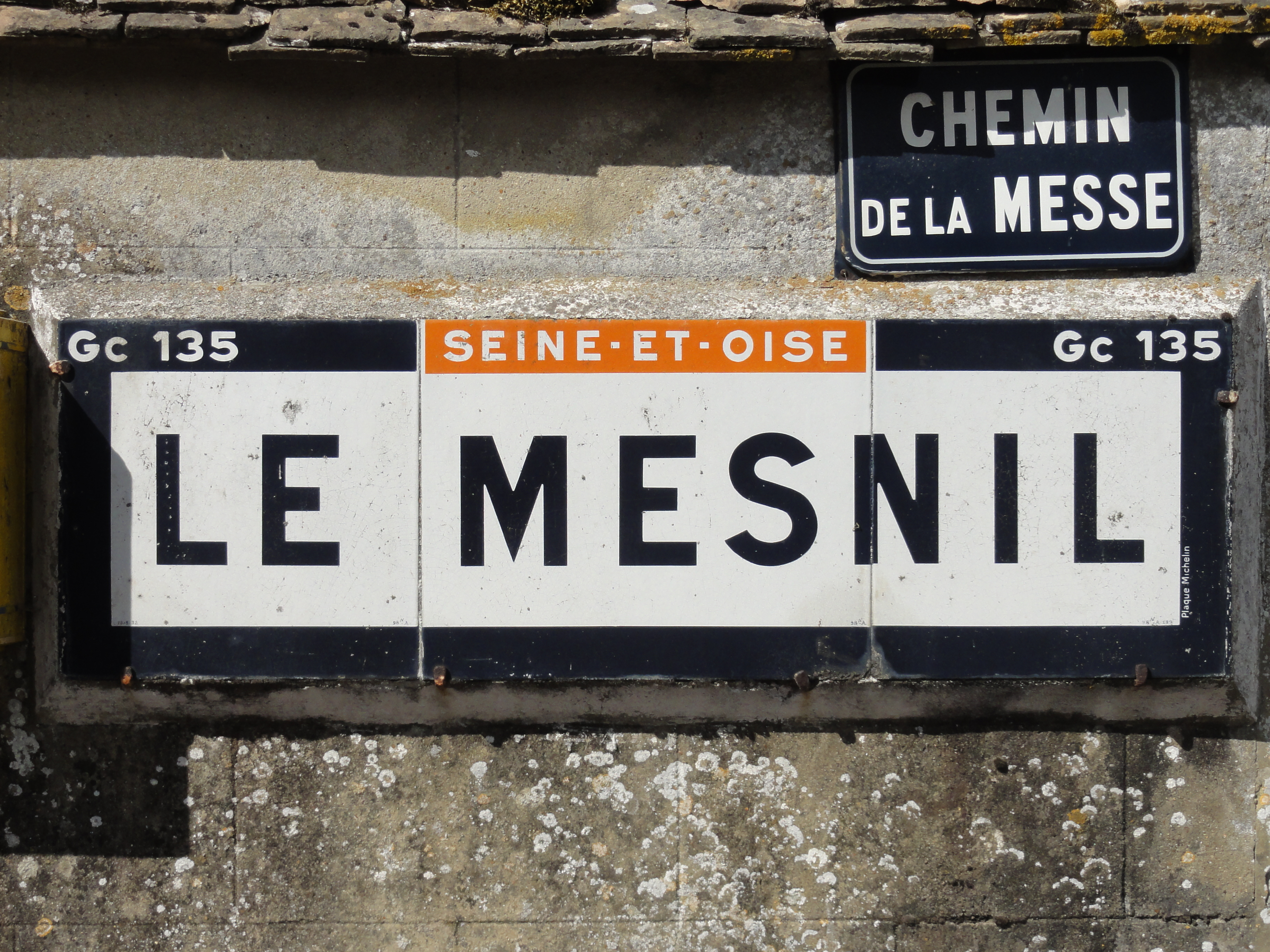
Ortsschild von Le Mesnil

Le Mesnil ist ein Ortsteil der französischen Gemeinde Omerville im Département Val-d’Oise in der Region Île-de-France. Der Weiler liegt circa zwei Kilometer nördlich von Omerville.